# IPad Air (6e génération)
L' iPad Air 6 est une tablette conçue, développée et commercialisée par Apple Inc. Il est la 6ème génération d'iPad Air et est annoncé par Apple le 7 mai 2024, les précommandes commençant le même jour, et est sorti le 15 mai 2024. Il succède à l' iPad Air (5e génération) et est disponible en quatre coloris : bleu, violet, gris sidéral et starlight. L'iPad Air 6 est le premier iPad Air à inclure un modèle 13 pouces aux côtés du modèle 11 pouces existant,,,,.

## Caractéristiques

### Matériel
Les modèles iPad Air de sixième génération utilisent le SoC Apple M2, avec 8 Go de RAM et 128 Go de stockage flash intégré, mais le stockage peut être mis à niveau à 256 Go, 512 Go et 1 To, respectivement, moyennant des frais supplémentaires,,,,. La puce M2 possède 8 cœurs CPU et 9 cœurs GPU.
Ils utilisent tous deux un écran Liquid Retina avec 500 nits de luminosité et un espace colorimétrique P3, mais le modèle 11 pouces a un écran 2360 x 1640, tandis que le modèle 13 pouces a un écran 2732 x 2048. Les deux modèles prennent également en charge l'Apple Pencil Pro et l'Apple Pencil (USB-C). De plus, ils disposent d'une caméra avant et arrière de 12 MP avec Smart HDR 4 et de photos panoramiques jusqu'à 63 MP. Comme son prédécesseur, l'iPad Air de sixième génération dispose également de Touch ID intégré à son bouton veille/réveil.

### Connectivité
L'iPad Air de sixième génération comprend un port USB-C pour charger et connecter des accessoires. Le port est capable de transférer des données à une vitesse de 10 Gbit/s (environ dix milliards de bits par seconde), avec des capacités DisplayPort, permettant à l'appareil de se connecter à des moniteurs externes. L'appareil est également doté d'une connectivité WiFi 6E (802.11ax) et Bluetooth 5.3 sur tous les modèles, les modèles cellulaires ajoutant la prise en charge 5G inférieure à 6 GHz.

### Caméras
Avant : 12 MP, ouverture ƒ/2,4, mode rafale, mode retardateur, contrôle de l'exposition, détection de visage, Smart HDR, capture de couleurs étendues, stabilisation d'image automatique, flash Retina, enregistrement vidéo HD 1080p, scène centrale
Arrière : 12 MP, ouverture ƒ/1,8, objectif à cinq éléments, mode rafale, mode retardateur, contrôle de l'exposition, réduction du bruit, détection de visage, filtre IR hybride, Live Photos avec stabilisation, autofocus avec Focus Pixels, détection de visage, Smart HDR, panorama, capture de couleurs larges, stabilisation automatique de l'image, enregistrement vidéo 2160p 4K 60fps, stabilisation vidéo, ralenti, accéléré.

## Chronologie
| Frise des modèles d'iPad |
| ------------------------ |
|                          |

Source : Archives de la Newsroom Apple.